# Domfront (Orne)
Domfront – miejscowość i dawna gmina we Francji, w regionie Normandia, w departamencie Orne. W 2013 roku jej populacja wynosiła 3811 mieszkańców. 
W dniu 1 stycznia 2016 roku z połączenia trzech ówczesnych gmin – Domfront, La Haute-Chapelle oraz Rouellé – powstała nowa gmina Domfront-en-Poiraie. Siedzibą gminy została miejscowość Domfront. 

## Zabytki
- centrum miasta na wzgórzu, z zachowanym średniowiecznym układem
- ruiny zamku - zamek zbudowany około 1100 roku przez Henryka I Beauclerc (król Anglii, syn  Wilhelma Zdobywcy), zburzony w 1608 roku
- kościół romański Notre Dame sur l'Eau z około 1100 roku
- merostwo (la mairie) z 1855 roku
- kościół Saint-Julien (modernistyczna budowla z betonu) z 1926 roku[potrzebny przypis]